# Гельмут Нісс
Ге́льмут Нісс (нім. Hellmut Niss; 8 березня 1906, Теннінг — ?) — німецький офіцер-підводник, капітан-лейтенант крігсмаріне.

## Біографія
У 1923 році вступив на флот. З 30 березня 1924 року служив в сигнальній службі 1-го морського дивізіону зв'язку. З 4 січня 1925 по 29 вересня 1927 року — сигнальник на лінкорі «Гессен». З 28 вересня 1929 року служив на міному тральщику M122, з 1 жовтня 1930 по 28 вересня 1931 року — на M133.
У березні — вересні 1941 року пройшов курс старшого штурмана в штурманському училищі Фленсбурга-Мюрвіка. З вересня 1941 року — вахтовий офіцер, потім — командир човна 19-ї флотилії мінних тральщиків.
З 1 квітня по 15 жовтня 1943 року пройшов курс підводника, 16—31 жовтня — курс позиціонування (радіовимірювання), 1—15 листопада — тактичну підготовку в 27-й флотилії, з 16 листопада по 22 грудня — курс командира підводного човна. 10 січня 1944 року направлений на будівництво підводного човна U-1275. З 22 березня 1944 року — командир U-1275. 18 липня 1944 року переданий в розпорядження 32-ї флотилії. В серпні 1944 року напарвлений на будівництво U-2531. З 10 січня 1945 року — командир U-2531. 2 травня 1945 року наказав затопити човен в рамках операції «Регенбоген». 8 травня 1945 року взятий у полон британськими військами.

## Звання
- Рекрут (1923)
- Сигнал-єфрейтор (1 травня 1927)
- Сигнал-оберєфрейтор (1 травня 192)
- Сигналмат (1 вересня 1930)
- Оберсигналмат (1 вересня 1932)
- Штурман (1 листопада 1935)
- Оберштурман (1 січня 1936)
- Штабсштурман (1 жовтня 1938)
- Штабсоберштурман (1 січня 1939)
- Лейтенант-цур-зее (1 жовтня 1942)
- Оберлейтенант-цур-зее (1 квітня 1943)
- Капітан-лейтенант (1 квітня 1945)

## Нагороди
- Медаль «За вислугу років у Вермахті» 4-го і 3-го класу (12 років)
- Залізний хрест
  - 2-го класу (грудень 1941)
  - 1-го класу (1942)
- Нагрудний знак мінних тральщиків (1942)